# Allepipona schultzeanus
Allepipona schultzeanus är en stekelart som beskrevs av Schulthess 1914. Allepipona schultzeanus ingår i släktet Allepipona och familjen Eumenidae. Inga underarter finns listade i Catalogue of Life.